# La Godivelle
La Godivelle is een gemeente in het Franse departement Puy-de-Dôme (regio Auvergne-Rhône-Alpes) en telt 22 inwoners (2009). De plaats maakt deel uit van het arrondissement Issoire.

## Geografie
De oppervlakte van La Godivelle bedraagt 19,0 km², de bevolkingsdichtheid is dus 1,2 inwoners per km².
De onderstaande kaart toont de ligging van La Godivelle met de belangrijkste infrastructuur en aangrenzende gemeenten.

## Demografie
Onderstaande figuur toont het verloop van het inwonertal (bron: INSEE-tellingen).